# Moran (Wyoming)
Moran (anche Moran Junction) è una comunità non incorporata nella parte centro-sud della contea di Teton, Wyoming, Stati Uniti, che funge da uno dei principali ingressi per la riscossione delle tasse al Grand Teton National Park. Si trova nel Grand Teton National Park a nord-est della città di Jackson, il capoluogo della contea di Teton, all'incrocio tra le U.S. Routes 26, 89, 191 e 287. La sua altitudine è di 6 749 piedi (2 057 m). Poiché la comunità ha avuto due nomi diversi, il Board on Geographic Names si è ufficialmente pronunciato a favore di "Moran" nel 1970. Anche se Moran non è incorporata, ha un ufficio postale, con lo ZIP code 83013.